# 1974년 모스크바 정상회담
1974년 모스크바 정상회담(영어: Moscow Summit of 1974)은 미국의 리처드 닉슨 대통령과 소련 공산당 서기장 레오니트 브레즈네프 간의 정상회담이었다. 1974년 6월 28일부터 7월 1일까지 열렸다. 이 회담에서는 제한적 핵실험 금지 조약 (TTBT)이 체결되었다. 이 정상회담은 전년도 워싱턴 정상회담과 닉슨이 지난 2년간 이룬 미국-소련 관계의 상당한 진전에 뒤따른 것이었다. 이 방문은 닉슨이 그 해 8월에 사임 연설을 할 예정이었으므로 그의 대통령 임기 중 마지막 방문이었다.

## 사건
닉슨은 6월 27일 모스크바의 브누코보 국제공항에 도착하여 제99 독립사령관 대대의 군인들이 행하는 군 환영식을 받았다. 그는 또한 환호하는 군중을 만난 후 그날 저녁 크렘린 대궁전으로 가서 국빈 만찬을 가졌다. 이어진 3일 동안 그는 레오니트 브레즈네프, 안드레이 그로미코 외무장관 및 다른 소련 관리들과 회담을 가졌고, 이는 6월 30일 10년간 지속될 경제 협정의 체결로 절정에 달했다. 닉슨과 브레즈네프는 그 후 우크라이나 SSR의 크림반도 지역 도시인 심페로폴과 얄타에서 다시 만났다. 백악관 관리들이 1945년 얄타 회담의 불길한 연관성 때문에 닉슨이 얄타에 가는 것을 원하지 않았다는 소문이 있었다. 그들은 브레즈네프의 거주지인 Oreanda에서 만났다. 그들은 제안된 상호 방위 조약, 데탕트, 그리고 MIRVs를 논의했다. 닉슨은 포괄적 핵실험 금지 조약 제안을 고려했지만, 자신의 대통령 임기 동안 완료될 것이라고 생각했다. 소련 최고 소비에트와 미국 의회 사이에 공식적인 접촉이 이루어졌다. 정상회담이 끝난 후 닉슨은 벨라루스 SSR의 민스크를 방문하여 벨라루스 해방 30주년 기념행사에 참석했다. 그는 지역 제1서기 표트르 마셰로프의 환대를 받았으며, 마셰로프는 닉슨이 승리 광장에 화환을 놓을 때 동반했다. 그는 또한 벨라루스 최고 소비에트 의장인 표도르 수르가노프의 국빈 만찬을 받았다.

## 같이 보기
- 미국-소련 정상회담 목록 (1943년~1991년)